# Marcela Skuherská
Marcela Skuherská, vdaná Marcela Davidová, (* 14. února 1961 Přerov) je bývalá československá profesionální tenistka. Během své kariéry na okruhu WTA vyhrála 1 turnaj ve čtyřhře. Na žebříčku WTA pro dvouhru figurovala nejvýše na 215. místě (prosinec 1986) a pro čtyřhru pak na 45. místě (březen 1986). Byla členkou československého družstva, které zvítězilo v Poháru federace 1983, když ve finále porazilo Spolkovou republiku Německo.
V roce 1979 se stala dorosteneckou mistryní Československa ve dvouhře, v letech 1981 a 1982 pak finalistkou mezinárodního šampionátu Československa v kategorii žen a spolu se Šavrdou roku 1981 vítězkou smíšené čtyřhry. Ve stejné sezóně si připsala titul amatérské mistryně Evropy.
Na I. hrách dobré vůle v Moskvě získala s Ivou Budařovou stříbrnou medaili ve čtyřhře žen.

## Soukromý život
Na Vysoké škole ekonomické v Praze vystudovala magisterský obor služby a cestovní ruch a získala titul inženýrky. V listopadu 1987 se vdala za zpěváka Michala Davida, jehož se stala manažerkou. Na této pozici začala také působit v pražském Divadle Broadway . Do manželství se narodila dcera Klára (* 1989). Mladší dcera Michaela (1990–2000) zemřela na leukemii.

## Finálová utkání na turnajích WTA

### Dvouhra: 1 (0–1)

#### Finalistka (1)
|   | Datum  | Turnaj                     | ($)    | Povrch      | Vítězka             | Výsledek |
| 1 | 6/3/83 | VS of Nashville, Nashville | 50 000 | koberec (h) | Kathleen Horvathová | 6-4, 6-3 |

### Čtyřhra: 3 (1–2)

#### Vítězka (1)
|   | Datum  | Turnaj                     | ($)    | Povrch      | Spoluhráčka      | Finalistky                          | Výsledek |
| 1 | 9/1/84 | VS of Pennsylvania Hershey | 50 000 | koberec (h) | Katerina Böhmová | Nancy Yearginová Ann Henrickssonová | 6-1, 6-3 |

#### Finalistka (2)
|   | Datum   | Turnaj                | ($)     | Povrch | Vítězky                                     | Spoluhráčka           | Výsledek      |
| 1 | 7/5/84  | Swiss Open Lugano     | 100 000 | antuka | Christiane Jolissaintová Marcella Meskerová | Iva Budařová          | 6-4, 6-3      |
| 2 | 21/4/86 | Wild Dunes Charleston | 75000   | antuka | Sandra Cecchiniová Sabrina Golešová         | Laura Gildemeisterová | 4-6, 6-0, 6-3 |

## Vítězka Fed Cupu
| Č.  | Datum     | Místo konání           | Povrch | Vítězky                                                      | Finalistky                                    | Výsledek    |
| --- | --------- | ---------------------- | ------ | ------------------------------------------------------------ | --------------------------------------------- | ----------- |
| 21. | 17/7/1983 | Curych, Albisguetli TC | antuka | Helena Suková Iva Budařová Marcela Skuherská Hana Mandlíková | Bettina Bungeová C. Kohde-Kilsch Eva Pfaffová | TCH 2-1 SRN |